# Талія Мунро
Талія Мунро (англ. Thalia Munro, 8 березня 1982) — американська ватерполістка.
Призерка Олімпійських Ігор 2004 року.
Чемпіонка світу з водних видів спорту 2003 року, призерка 2005 року.